# 609

## Esdeveniments
- Es consagra el Panteó de Roma a la Verge Maria i tots els sants
- Ocupació d'Edessa per Còsroes II

## Naixements
- Aldoè de Rouen, aristòcrata franc, conseller de diversos reis merovingis i bisbe de Rouen.

## Necrològiques
- Teodor I d'Alexandria, patriarca d'Alexandria.
- Eutropi de València, bisbe de València.
- Licini d'Angers, bisbe d'Angers